# Bjelogrli dupin
Bjelogrli dupin (lat. Globicephala melas) je morski sisavac iz porodice dupina.
Bjelogrli dupini putuju u jatima od oko 25 do 30 jedinki. Odrasli bjelogrli dupini teže između tisuću i tri tisuće kilograma. Ženke dosežu dužinu od 3,7 metara, a mužjaci narastu i do 5,5 metara.
Kitolov na Farskim Otocima u sjevernom Atlantiku je dio višestoljetne tradicije. U studenom 2008. glavni medicinski službenici Farskih Otoka su objavili da se bjelogrli dupin više ne smatra prikladnim za prehranu zbog razine žive u njima. Ova vrsta također se povijesno lovi uz obalu Nove Engleske.

## Rasprostranjenost
Areal crnog dupina obuhvaća dijelove Atlantskog, Indijskog i Tihog oceana. Vrsta se sreće u obalnim područjima u Japanu, Kanadi, Sjedinjenim Američkim Državama, Novom Zelandu, Libiji, Alžiru, Maroku, Južnoafričkoj Republici, Peruu, Čileu, Islandu, Danskoj, Ujedinjenom Kraljevstvu, Irskoj, Portugalu, Francuskoj, Nizozemskoj, Belgiji, Malti, Namibiji, Tunisu, Urugvaju, Mauritaniji i Angoli.

## Podvrste
- Globicephala melas edwardii (A. Smith, 1834)
- Globicephala melas melas (Traill, 1809)